# Fundación Darío Maya Botero
La Fundación Darío Maya Botero es una ONG cuya sede social se encuentra en el municipio de Pensilvania, departamento de Caldas, República de Colombia.
Creada en febrero de 1988 por la familia Escobar, su objetivo social es promover el desarrollo social de la comunidad de once municipios del Oriente de Caldas y Norte del Tolima, a través del fortalecimiento de la micro y famiempresa, y las labores de los pequeños productores agropecuarios, por medio de capacitación técnica y administrativa, crédito y asesoría, comercialización y transferencia de tecnología.
- Datos: Q5871209